# Fundo Partidário
O Fundo Especial de Assistência Financeira aos Partidos Políticos, mais conhecido como Fundo Partidário,  é uma forma de financiamento público, não exclusivo, dos partidos políticos do Brasil, que não se restringe às campanhas eleitorais. É constituído por dotações orçamentárias da União, multas e  penalidades pecuniárias aplicadas nos termos do Código Eleitoral e leis conexas, doações de pessoa física ou pessoa jurídica , efetuadas mediante depósitos bancários  diretamente na conta do Fundo Partidário e por outros recursos financeiros que lhe forem atribuídos por lei.
Segundo o Art. 38 da Lei n° 9096,  de 19 de setembro de 1995, as dotações orçamentárias da União  para o Fundo Partidário não podem ter valor inferior ao número de eleitores inscritos em 31 de dezembro do ano anterior ao da proposta orçamentária, multiplicados por trinta e cinco centavos de real, em valores de agosto de 1995. Esses valores são corrigidos pelo IGP-DI da FGV (índice adotado pela Secretaria de Orçamento Federal do Ministério do Planejamento, Orçamento e Gestão).  Para composição do valor final, o montante encontrado nesse cálculo é somado à projeção de arrecadação de multas eleitorais. Tais projeções são baseadas no histórico de arrecadação dos últimos períodos.

## Histórico
O Fundo Partidário foi criado em 1965, pela primeira Lei Orgânica dos Partidos Políticos (LOPP) sancionada, pelo  Presidente Humberto Castelo Branco, na mesma data do Código Eleitoral. O art. 60 da LOPP criava o Fundo Partidário e dispunha sobre sua constituição, enquanto que o art. 62 previa sua distribuição, pelo Tribunal Superior Eleitoral, aos diretórios nacionais dos partidos, segundo os seguintes critérios:
- 20% dos recursos do fundo, divididos em partes iguais, para todos os partidos;
- 80%, proporcionalmente ao número de deputados federais de cada partido, de acordo com a filiação partidária constante da diplomação dos eleitos.

A Lei n° 5.682, de 21 de julho de 1971, que substituiu a primeira Lei Orgânica dos Partidos Políticos, manteve o Fundo Partidário, em seu Títuto VIII (art. 95 e ss). A Carta de 1988 constitucionalizou o Fundo Partidário, prevendo, em seu art. 17, § 3º, que os partidos políticos terão direito a recursos dele provenientes. O Fundo Partidário é tratado na Lei dos Partidos Políticos em vigor. 

## Distribuição dos recursos
A distribuição dos recursos do Fundo é feita pelo TSE, sendo a cota de cada partido proporcional  à sua representação parlamentar. De acordo com a lei vigente (desconsiderando-se as redações posteriores que foram declaradas inconstitucionais pelo STF), 1% do total do fundo é dividido em partes iguais entre todas as legendas com estatutos registrados no TSE. Os outros 99% são distribuídos entre os partidos de acordo com o número de votos recebidos nas eleições para a Câmara dos Deputados.
Os valores repassados aos partidos políticos, referentes aos duodécimos (cota anual de cada partido dividida em 12 partes iguais  disponibilizadas mensalmente) e às multas,  são publicados mensalmente no Diário da Justiça Eletrônico, sendo discriminados por partido. A dotação orçamentária  do Fundo Partidário em 2014 foi de R$313.494.822,00, além do valor correspondente à arrecadação de multas eleitorais no ano (R$50.840.431,00), que, por lei, também integra o Fundo.